# 1142
| 1142               |
| ------------------ |
| Dødsfald - Fødsler |
| • Begivenheder     |

| Gregoriansk kalender | 1142 MCXLII             |
| Ab urbe condita      | 1895                    |
| Armensk kalender     | 591 ԹՎ ՇՂԱ              |
| Kinesiske kalender   | 3838 – 3839 辛酉 – 壬戌 |
| Etiopisk kalender    | 1134 – 1135             |
| Jødisk kalender      | 4902 – 4903             |
| Hindukalendere       |                         |
| - Vikram Samvat      | 1197 – 1198             |
| - Shaka Samvat       | 1064 – 1065             |
| - Kali Yuga          | 4243 – 4244             |
| Iransk kalender      | 520 – 521               |
| Islamisk kalender    | 536 – 537               |

Konge i Danmark: Erik 3. Lam 1137-1146
Se også 1142 (tal)

## Dødsfald
- Peter Abelard, en fransk filosof, teolog, komponist og digter kendt for sit tragiske kærlighedsforhold til Héloïse ("Abélard og Heloise").